# Andreas Joseph von Thürheim
Reichsgraf Joseph Andreas Goswin Aribo Georg Maria von Thürheim (* 17. Mai 1827 im Schloss Starhemberg (Eferding) in Oberösterreich; † 23. Dezember 1904 in Schloss Weinberg) war ein österreichischer Major, Militärschriftsteller und Geschichtsschreiber. Ferner war er Freiherr auf Bibrachzell, Erblandfalkenmeister in Österreich ob der Enns und K.k. Kämmerer.

## Herkunft
Seine Eltern waren der Graf Joseph Ferdinands von Thürheim (* 15. Mai 1794; † 8. September 1832) und dessen Ehefrau die Gräfin Leopoldine von Starhemberg (29. Dezember 1793; † 15. November 1859). Tochter von Ludwig von Starhemberg.

## Leben
Im Alter von zehn Jahren kam er in die k. k. Theresianische Ritterakademie. Am 5. Oktober 1844 als Kadett zum k. k. Pionierkorps. Nach zweijähriger Ausbildung in der Militärschule zu Tuln kam er als Leutnant in das Infanterie-Regiment Nr. 40 (Baron Koudelka). Aber schon im Jahr darauf wurde er in das dritte Chevauxlegers-Regimente (Erzherzog Ferdinand Maximilian) (später Uhlanen-Regiment Nr. 8). Dort wurde er am 9. Februar 1849 zum Oberleutnant befördert.
Er nahm 1848 an der Bekämpfung des Aufstands in Ungarn teil. Er kämpfte in den Gefechten bei Rákosd in Siebenbürgen und bei Lippa im Banat. Am 14. Dezember nahm er an der ersten Entsatzschlacht von Arad teil. In der ersten Hälfte des Winterfeldzuges von 1849 nahm er verschiedenen Märschen und Aktionen teil und stand im Sommer dann in der Festung Karlsburg. Während des Sommers 1849 war die Festung sehr umkämpft. Er überstand fünf Bombardements und achtundzwanzig Ausfallgefechte. Er kämpfte am 10. Februar im Gefecht bei Alvincz und zuletzt am 12. August im Gefecht bei Mühlenbach.
Während der Herbstkrise 1850 kam er als Ordonnanzoffizier zum Kommandanten der ersten Armee dem Grafen Wratislaw. Am 1. Juli 1851 wurde er als Rittmeister in das neu errichtete Uhlanen-Regiment Nr. 5 (Graf Wallmoden) versetzt. Am 13. Mai 1851 trat er als Rechtsritter in den Malteserorden ein und wurde am 22. Juli 1851 zum k.k. Kämmerer ernannt. Am 2. Dezember 1855 wurde er zum Flügeladjutanten des Feldmarschalls Fürst Windisch-Grätz ernannt. Als dieser im Mai 1856 auf Einladung König Friedrich Wilhelm IV. an den Hof nach Berlin reiste, begleitete ihn auch Thürheim. Dort erhielt Thürheim den königlich preußischen roten Adlerorden dritter Klasse. Auf Grund eines Gehörleidens musste er zum 31. August 1857 seinen Dienst quittierten. Beim Verlassen der Armee gründete er noch zwei Stiftungen zu Gunsten der Mannschaft der beiden Uhlanen-Regimenter Nr. 5 und Nr. 8.
Am 8. Mai 1855 legte Thürheim in der St.-Johannes-Kirche in Wien sein Ordensgelübde als Malteser ab. Er erhielt den Ritterschlag und wurde gleichzeitig zum Komtur des Malteserordens ernannt.
Für seine schriftstellerischen Tätigkeit wurde ihm am 15. Mai 1863 der Charakter eines Majors verliehen. Er erhielt auch Anerkennungs- und Dankschreiben und zahlreiche Orden: Ritterkreuz des königlich sächsischen Albrechts-Orden, großherzoglich hessischen Ludewigs-Orden erster Klasse, herzoglich nassauischen Adolfsordens mit den Schwertern.
1866 befand er sich in Rom und erhielt eine Privataudienz bei Papst Pius IX., von ihm erhielt er die Dispens und Lösung seiner Ordensgelübde. Der Graf trat dann aus dem Malteserorden aus, um zu heiraten.
Er erhielt im Jahr 1874 die am 2. Dezember 1873 gestiftete Kriegsmedaille und 28. August 1877 den kaiserlich österreichischen Orden der eisernen Krone dritter Klasse. Außerdem erhielt er am 13. Dezember 1880 die große goldene Medaille für Kunst und Wissenschaft (Vorgänger der k.u.k. Österreichisches Ehrenzeichen für Kunst und Wissenschaft) und mit Diplom am 12. Januar 1881 das Kommandeurskreuz des großherzoglich hessischen Ordens Philipps des Großmütigen.
Der Graf starb 1904 und wurde auf dem Friedhof von Kefermarkt beerdigt.

## Familie
Am 26. April 1866 heiratete er in Prag in der St. Nikolauskirche die Freiin Clotilde Marie Justine von Hennet (* 26. September 1834; † 12. Dezember 1871). Das Paar hatte mehrere Kinder:
- Maria (* 11. September 1868; † 22. Februar 1954) ⚭ 1899 Freiherr Richard von Gablenz (* 29. November 1872; † 28. April 1925), Major a. D.[5] -> Linie Gablenz-Thürheim
- Therese (* 2. Dezember 1871; † 2. Juni 1902) ⚭ 1895 Graf Maria Joseph von Pla(t)z (* 5. Februar 1857; † 7. Januar 1939)[6]

Thürheim heiratete am 8. Juli 1873 in der Schlosskapelle in Dobritschau in Böhmen die Freiin Sophie Zeßner von Spitzenberg (* 24. Januar 1844; † 3. Januar 1915). Das Paar hatte einen Sohn:
- Ludwig Goswin (* 3. Juli 1874; † 15. Januar 1960), Dr. Jur.

## Werke (Auswahl)
Thürheim veröffentlichte zahlreiche Biographien österreichischer Militärs und schrieb über österreichische Armee. Neben vielen Büchern sind auch verschiedenen Aufsätze in verschiedenen Blättern erschienen.
- 1860, Geschichte des k. k. achten Uhlanen-Regimentes Erzherzog Ferdinand Maximilian, Digitalisat
- 1861, Feldmarschall Ernst Rüdiger Graf Starkenberg, Digitalisat
- 1864, Reminiscenzen – Fragmente eines Tagebuches, Digitalisat
- 1866, Die Reiterregimenter der k.k. österreichischen Armee, drei Bände, Band 1, Band 2, Band 3
- 1876, Licht- und Schattenbilder aus dem Soldatenleben und der Gesellschaft, Digitalisat
- 1877, Feldmarschall Otto Ferdinand Graf von Abensperg und Traun, 1677–1748, Digitalisat
- 1877, Feldmarschall Carl Joseph Fürst de Ligne: die "letzte Blume der Wallonen",Digitalisat
- 1878, Feldmarschall Ludwig Andreas Graf von Khevenhüller-Frankenburg, Digitalisat
- 1879, Von den Sevennen bis zur Newa, 1740–1805,Digitalisat
- 1880, Gedenkblätter aus der Kriegsgeschichte der K.K. oesterreichischen Armee, Band 1, Band 2
- 1881, Christoph Martin, Freiherr von Degenfeld, General der Venezianer, General-Gouverneur von Dalmatien und Albanien, und dessen Söhne, 1600–1733, Digitalisat
- 1886, Der k.k. österreichische Feldmarschall Fürst Windisch-Grätz, Digitalisat
- 1889, Ludwig Fürst Starhemberg ehemaliger K.K.A.O. Gesandter an den Höfen in Haag, London and Turin, Digitalisat